# Episodi di Una strega imbranata (seconda stagione)
Una strega imbranata è una serie televisiva e la sua seconda stagione è andata in onda su Netflix il 27 luglio 2018.
| N° | Titolo originale                    | Titolo in italiano                 |
| -- | ----------------------------------- | ---------------------------------- |
| 1  | Tortoise trouble                    | Problemi di tartarughe             |
| 2  | The friendship trap                 | La trappola dell'amicizia          |
| 3  | Ethel everywhere                    | Ethel ovunque                      |
| 4  | The extraordinary Esper Vespertilio | La straordinaria Esper Vespertilio |
| 5  | Mildred's Family tree               | L'albero genealogico di Mildred    |
| 6  | Bat girl                            | La ragazza pipistrello             |
| 7  | Hollow wood                         | Bosco oscuro                       |
| 8  | Miss Cackle's Birthday              | Il compleanno di Miss Cackle       |
| 9  | Miss Softbroom                      | Miss Softbroom                     |
| 10 | A new dawn                          | Un nuovo inizio                    |
| 11 | Love a first sight                  | Amore a prima vista                |
| 12 | All Hallow's Eve                    | La strega Hallow                   |
| 13 | The big freeze                      | Il grande gelo                     |